# Applied Mathematics and Optimization
Applied Mathematics and Optimization is een internationaal, aan collegiale toetsing onderworpen wetenschappelijk tijdschrift op het gebied van de toegepaste wiskunde.
De naam wordt in literatuurverwijzingen meestal afgekort tot Appl. Math. Optim. Het wordt uitgegeven door Springer Science+Business Media en verschijnt tweemaandelijks.
Het eerste nummer verscheen in 1974.